# Абаев, Мисост Кучукович
Мисо́ст Кучу́кович Аба́ев (1857, сел. Шканты, Терское казачье войско — 1928, Буйнакск) — русский и советский публицист и этнограф, балкарский просветитель

## Биография
Происходит из рода балкарских князей Абаевых. С семи лет, после смерти отца, учился в Нальчикской горской школе за казённый счёт, с 1870 года — в первой Владикавказской гимназии. Будучи в 4 классе гимназии, познакомился с народовольцами и с 1874 года стал активным членом «Владикавказского кружка революционных народников», вёл пропагандистскую работу среди гимназистов. В его квартире проводились заседания кружка, на которых читали и обсуждали произведения Герцена, Добролюбова, Белинского, роман «Что делать?» Чернышевского. С началом арестов среди членов кружка покинул гимназию, не доучившись одного года, и в конце 1875 года переехал в Грузию; с 12 января 1876 года учился в Тифлисском реальном училище. Вернувшись в Балкарию в 1876 году, в августе подал прошение начальнику округа о зачислении «в специальное отделение при Нальчикской окружной горской школе для приготовления аульных учителей Терской области», в чём ему было отказано.
15 февраля 1877 г. вступил всадником в состав кабардино-кумыкского конного полка, сформированного из числа коренных народностей Кавказа для отправки на войну с Турцией. 18 мая того же года за храбрость, проявленную в ночном бою против турецких войск, был произведён урядники. 25 июля 1877 переведён в полк, состоящий при графе Лорис-Меликове, командующем отдельным Кавказским корпусом. 17 августа 1878 года уволен из армии. 5 января 1879 года награждён «Знаком отличия военного ордена» 4 степени и «был произведён в корнеты с зачислением по Армейской кавалерии».
По окончании войны избирался старшиной Нижне-Балкарского общества (до 1885). В 1881 году был одним из учредителей «Благотворительного общества» в Нальчике, на пожертвования членов которого содержалась женская бесплатная школа, оказывалась денежная помощь студентам и неимущим. С 1884 года был причастен к деятельности движения толстовцев под руководством М. Алёхина.
С 10 июня 1885 года — переводчик в Нальчикском окружном полицейском управлении, с 1887 года — во Владикавказском окружном суде. В последующем служил командиром сотни Терской постоянной милиции (с 2.12.1891); начальником Хумаринского участка Баталпашинского отдела Кубанской области (с 17.11.1892), начальником 1-го участка Нальчикского округа (с декабря 1896), начальником 2-го участка Нальчикского округа (с октября 1898). В 1906—1917 годы — помощник, затем начальник 1-го участка Баталпашинского отдела Кубанской области. В 1908 году передал этнографическому отделению Кавказского музея собранную им коллекцию, состоящую из более чем 40 экспонатов одежды, домашней утвари, сельскохозяйственных орудий (ныне хранятся там же в фондах).
В 1917 году переехал в Нальчик, в мае был избран в состав «Временного комитета горцев Кавказа Нальчикского округа», но активного участия в революционных событиях не принимал. В 1927 году переехал в Буйнакск, где умер в 1928 году после тяжёлой болезни.

## Творчество
С 1880-х годов публиковал статьи и очерки («Наши миротворцы», «Калым и его последствия», «Интересный документ», «Горские школы», «Открытие Панежукоевского училища», «О горских школах», «Горцам Северного Кавказа», «Больной вопрос», «Кабарда проснулась», «В погоне за славой и пятачком», «О калыме», историческое исследование «Балкария»), а также небольшие литературные произведения (философская притча «Горская легенда», эссе «У могилы Ислама»).
В первых публикациях описывал факты из аульной жизни (о находке исторического памятника в Хуламе — «Интересный документ»; об этнографических реалиях Балкарии — «Калым и его последствия», «Наши миротворцы»). Одной из главных тем его публицистики были вопросы просвещения: он писал о необходимости открытия начальных школ в аулах, сельскохозяйственных школ и училищ; о необходимости обучения техническим профессиям; высказывался по вопросам женского образования. Оказывал содействие открытию школ и училищ в аулах Карачая, Балкарии и Черкесии.

### Избранные сочинения
- Абаев М. К. Балкария. [Ист. очерк]. — Нальчик : Эльбрус, 1992. — 39 с. — ISBN 5-7680-0720-2

## Семья
Отец — Кучук Абаев (? — 1865), царский офицер.
Жена (с 1882) — Гошаях Джанхотова;
- Сафият (24.11.1884, Нальчик — 1953, Москва) — дочь, окончила учительские курсы, работала в школе в Нальчике; после расстрела в 1928 году мужа, Ибрагима Хамзатовича Урусбиева[5] (1874-1928), обвинённого в «буржуазном национализме», — переехала в Москву вместе с шестью детьми (Умар, 1912—1970; Фатима, 1910—1974; Мадина, 1915—1979; Далгат, 1917—1943, погиб на фронте; Исмаил, 1920—1942, пропал без вести; Даута, р. 1926)[6];
- Исмаил (3.8.1888 — 1933, Буйнакск) — сын, окончил Киевскую военно-медицинскую академию[7], был одним из организаторов здравоохранения в Кабардино-Балкарии[6];
- Фатима (1892, Нальчик — 1973, Москва) — дочь, замужем за С. Арешевым, проректором КУТВа[8]. Окончив Коммунистический университет трудящихся Востока, преподавала в Баку, с 1930 года — на партийной работе в Баку, Ижевске, Москве, Н.Новгороде. Её дети — сын Сталь (1931—1994), дочь Майя (р. 1926)[6].
- Гошаях (1897, Нальчик — 1972, там же) — дочь, замужем за Баксануком Пашаевичем Крымшамхаловым. В 1907—1936 годы преподавала в Карачае и Дагестане, публиковала статьи по вопросам женского образования, детской беспризорности[6]. Её дети: Мисост (1917—1941, пропал без вести), Бекмырза (1918—1942, погиб на фронте), Хамзат (1920—1985) — скульптор, Заслуженный художник Кабардино-Балкарской АССР, лауреат Государственной премии Кабардино-Балкарской АССР[9], Фаризат (1921—1987), учительница[6];
- Жаннет (1900, Нальчик — 1960, Москва), замужем за Лафишевым, вторым браком — за Владимиром Георгиевичем Островским. Её дети — Измаил Лафишев (1920—1941, погиб на фронте), Руслан Островский (1926—2001), Лиля (1930—1993), Элдар (р. 1933), Элмур (1937—2003)[6].

## Награды
- «Знак отличия военного ордена» 4 степени (5.1.1879) — за отличие в боях против турок[3]